# 무하메드 자크미치
무하메드 자크미치(Muhamed Džakmić, 1985년 8월 23일 ~ )는 보스니아 헤르체고비나의 전 프로 축구 선수이다. 현역 시절 포지션은 미드필더였다.